# Stylidium graminifolium
Espèce
Classification APG III (2009)
Synonymes
Candollea serrulata Labill.

Candollea graminifolia (Willd.) F.Muell.

Stylidium graminifolium est une espèce de plantes vivaces de la famille des Stylidiaceae endémique en Australie. Elle a des feuilles succulentes et est facile à cultiver. Elle est parfois considérée comme plante carnivore car elle possède des trichomes au-dessous des fleurs qui lui permettent de piéger et dévorer des insectes.

## Galerie

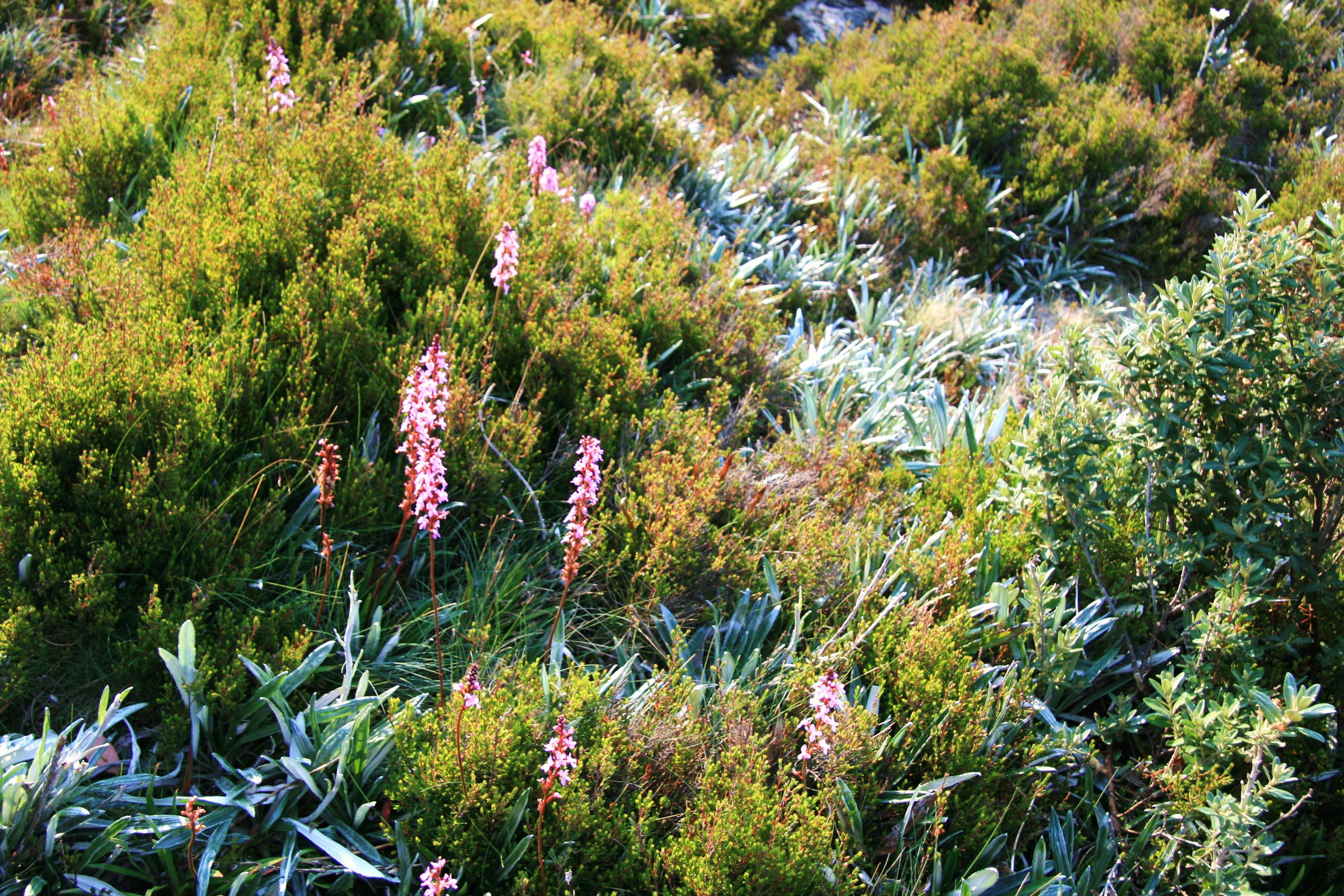
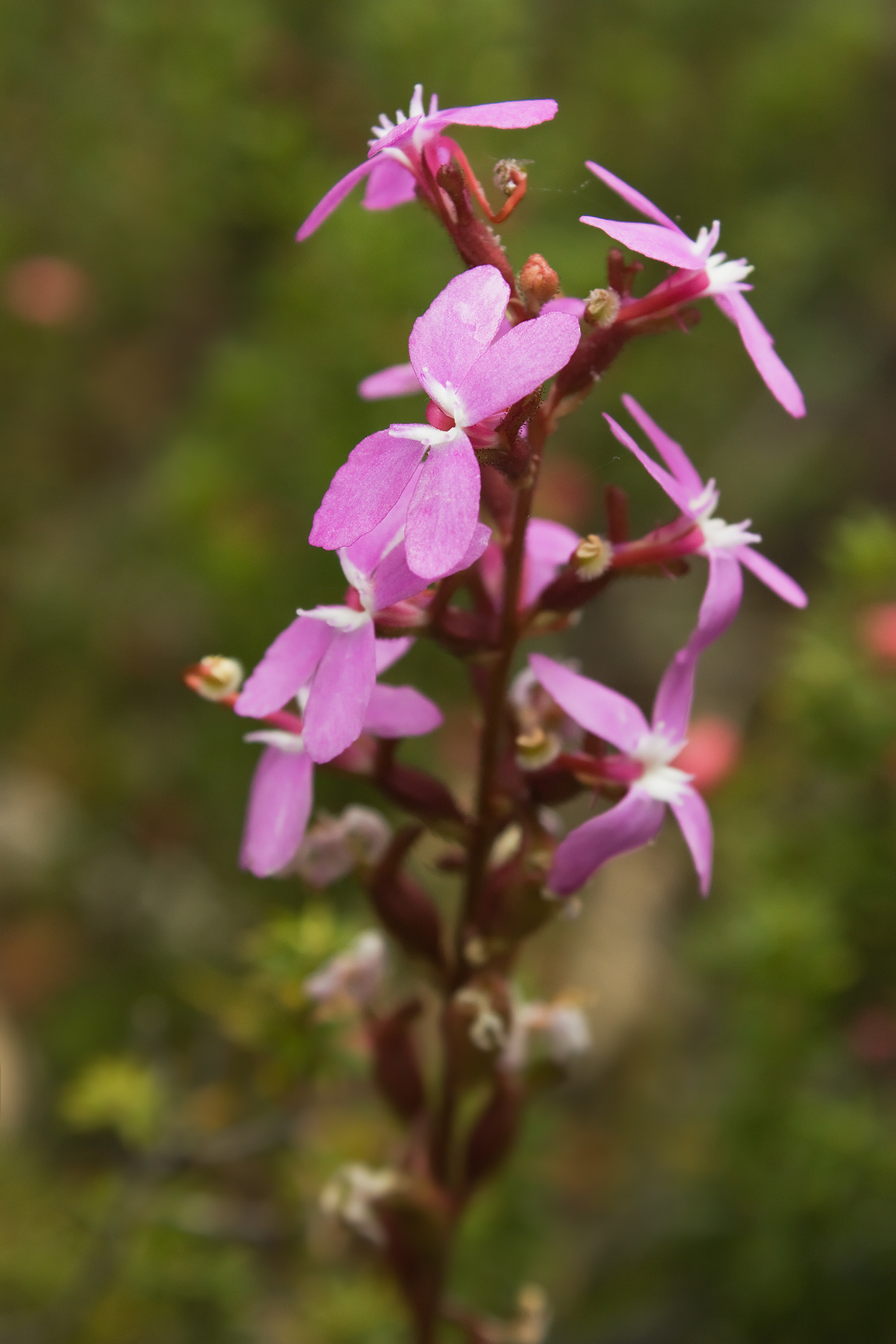